# Getto w Piaskach

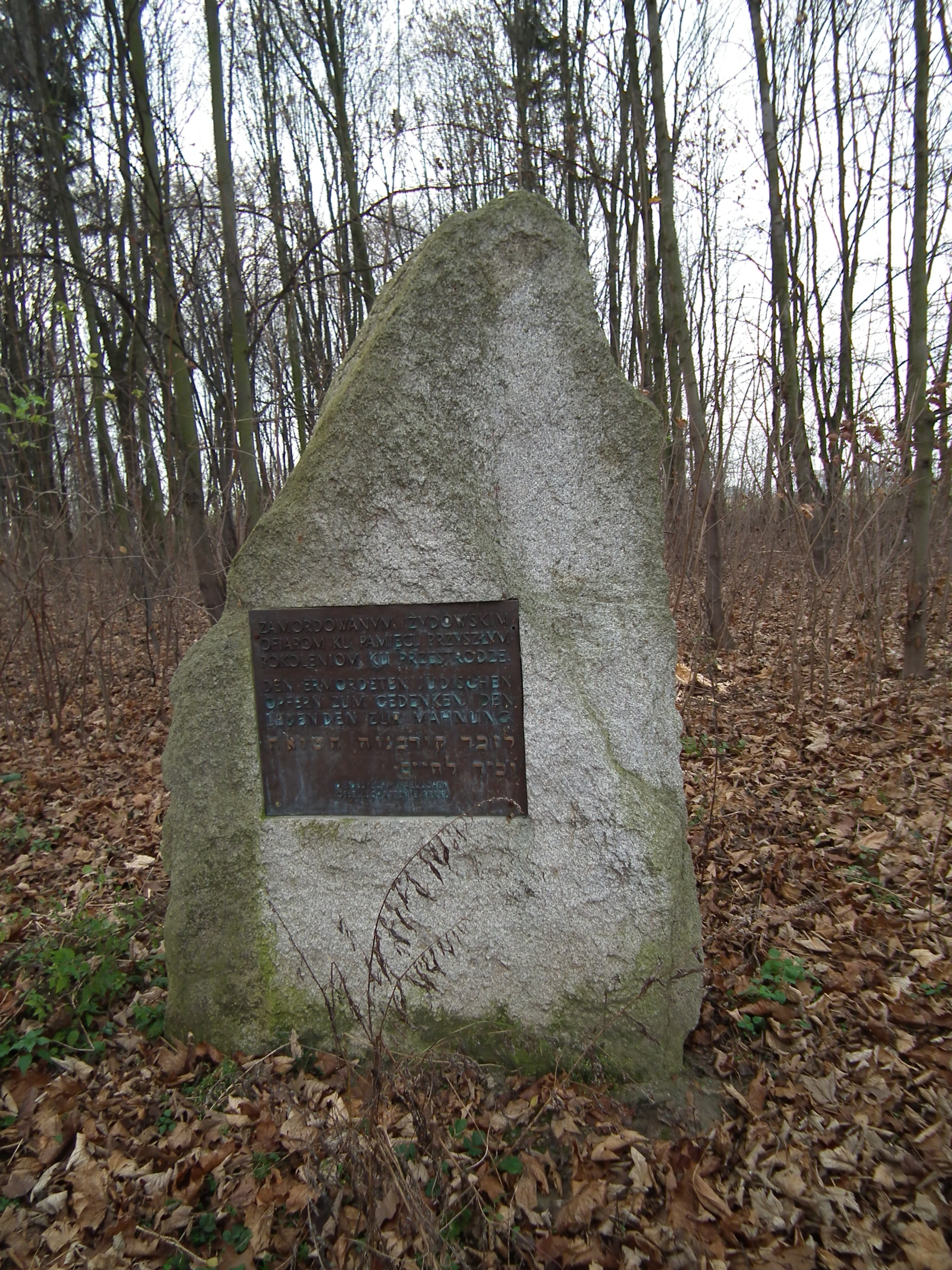
Pomnik na cmentarzu żydowskim przy ul. Mickiewicza w Piaskach, upamiętniający ofiary Zagłady

Getto w Piaskach – getto dla ludności żydowskiej utworzone przez okupantów niemieckich w Piaskach, istniejące w latach 1940–1943.
Getto powstało pod koniec grudnia 1940 roku. Znajdowało się we wschodniej części miasteczka, po obu stronach ulicy Lubelskiej. Początkowo miało charakter otwarty, jednakże w czerwcu 1941 roku jego granice zostały zamknięte. Wcześniej, gdyż w lutym 1940 roku, władze okupacyjne wybrały Piaski jako miejsce koncentracji niemieckich Żydów wysiedlonych ze Szczecina. Półtora roku później osiedlono tam również niewielką grupę Żydów wypędzonych z Krakowa. Z kolei w marcu 1942 roku, wraz z rozpoczęciem akcji „Reinhardt”, w Piaskach utworzono „getto tranzytowe”, służące jako miejsce tymczasowego osiedlenia zagranicznych Żydów przed wywózką do obozów zagłady. W ciągu dwóch miesięcy do getta dotarło co najmniej pięć transportów, w których znalazło się blisko 5 tys. Żydów z Niemiec oraz Protektoratu Czech i Moraw.
W getcie panowały bardzo trudne warunki bytowe i sanitarne. Panował głód i szerzyły się choroby, w szczególności tyfus. Począwszy od marca 1942 roku, rozpoczęły się deportacje z Piask do obozów zagłady w Bełżcu i Sobiborze. W drugiej połowie 1942 roku Piaski zaczęły pełnić funkcję „getta tranzytowego” także dla Żydów z terenów powiatu lubelskiego.
Getto istniało do listopada 1942 roku, a w formie szczątkowej – do wiosny 1943 roku. Przeszło przezeń około 11 tys. Żydów, spośród których niemal wszyscy zmarli lub zostali zamordowani.

## Pierwsze miesiące okupacji
W momencie wybuchu II wojny światowej w Piaskach mieszkało 4165 Żydów. Stanowili oni ponad 50 proc. populacji miasteczka.
Piaski zostały po raz pierwszy zajęte przez Niemców jeszcze przed zakończeniem kampanii wrześniowej. Wkroczeniu Wehrmachtu towarzyszyły liczne akty przemocy na tle antysemickim. Żołnierze rabowali żydowskie sklepy, a schwytanych Żydów bili i poniżali. Ortodoksyjnym wyznawcom judaizmu publicznie obcinano brody.
Wkrótce Niemcy opuścili miasto, które w myśl postanowień paktu Ribbentrop-Mołotow miało się znaleźć w sowieckiej strefie okupacyjnej. 29 września do Piask wkroczyła Armia Czerwona, życzliwie powitana przez część ludności polskiej i żydowskiej. Zorganizowano oddział „czerwonej milicji”, w którym służyli zarówno Polacy, jak i Żydzi. Jednakże już po kilku dniach – na mocy zapisów niemiecko-sowieckiego traktatu o granicach i przyjaźni, który na nowo rozgraniczał strefy wpływów obu totalitarnych mocarstw – Sowieci opuścili miasteczko. Niedługo później zostało ono ponownie zajęte przez wojska niemieckie.
Wraz z wojskami sowieckimi uciekła znaczna liczba Żydów. Według niektórych źródeł w okresie przejściowym między odwrotem Armii Czerwonej a wkroczeniem Niemców doszło do pogromu. W odwecie za przypadki kolaboracji z Sowietami miejscowi Polacy mieli wtedy zabić kilku Żydów.
Niemcy wydali wkrótce szereg zarządzeń wymierzonych w ludność żydowską. Ograniczały one m.in. możliwość poruszania się po głównej ulicy Piask, tj. ul. Lubelskiej, a także zakazywały Żydom korzystania ze środków transportu publicznego oraz przebywania w budynkach publicznych. Żydom narzucono ponadto obowiązek noszenia opasek z gwiazdą Dawida. Od pierwszych dni okupacji Niemcy zmuszali Żydów do wykonywania rozmaitych prac przymusowych, m.in. przy uprzątaniu miasta oraz w pobliskich kopalniach torfu.
W lutym 1940 roku w Piaskach osiedlono ponad 800 Żydów niemieckich, których naziści wysiedlili ze Szczecina. Według Encyclopedia of Camps and Ghettos w następnym miesiącu do miasteczka dotarł jeszcze niewielki transport z Żydami wysiedlonymi z Piły. Z kolei w październiku 1941 roku w Piaskach zamieszkało około 100 Żydów, których Niemcy wysiedlili z Krakowa. Portal Wirtualny Sztetl informuje ponadto, że do Piask przesiedlono pewną liczbę Żydów z Lublina.
Wiosną 1940 roku utworzono Judenrat, na którego czele stanął Mendel Polisecki. Rada liczyła sześciu członków, a jej siedziba mieściła się w budynku przy ul. Lubelskiej 46. Sformowano także oddział Żydowskiej Służby Porządkowej (ŻSP). Na jego czele stał Alfred Stapler – niemiecki Żyd ze Szczecina, aczkolwiek większość funkcjonariuszy stanowili w tym okresie Żydzi polscy.

## Utworzenie getta
Jesienią 1940 roku władze okupacyjne rozpoczęły przygotowania do utworzenia getta. Z domów przy ulicach Gardzienickiej, Bednarskiej, Szewskiej, Księżej, Rybnej, Koziej, Pocztowej, Furmańskiej, Krótkiej i Kościelnej zaczęto usuwać ludność polską, osiedlając w jej miejsce ludność żydowską. Jako datę utworzenia getta Encyclopedia of Camps and Ghettos wskazuje 31 grudnia 1940 roku.
Getto miało początkowo charakter otwarty, co oznacza, że Żydzi mieli możliwość wychodzenia poza jego obręb. Znajdowało się na terenie wschodniej, najstarszej części miasteczka. Jego powierzchnia wynosiła ponad 10 hektarów. Było podzielone na dwie części, które rozgraniczała ul. Lubelska. „Większe getto” rozciągało się na terenie współczesnych dworca autobusowego i osiedla mieszkaniowego (aż do budynku remizy strażackiej). „Mniejsze getto” znajdowało się natomiast po północnej stronie ul. Lubelskiej.
11 czerwca 1941 roku nastąpiło zamknięcie getta. Jego obszar ogrodzono płotem z desek, zwieńczonym drutem kolczastym. Wjazd był możliwy przez trzy bramy, których strzegli niemieccy policjanci oraz funkcjonariusze Żydowskiej Służby Porządkowej. W tym okresie Piaski były jedynym gettem w dystrykcie lubelskim, które miało charakter zamknięty.
Encyclopedia of Camps and Ghettos podaje, że w czerwcu 1941 roku w Piaskach mieszkało 4803 Żydów, w tym 852 wysiedleńców. Z kolei Robert Kuwałek powołując się na zachowane dokumenty Żydowskiej Samopomocy Społecznej (ŻSS), szacuje liczbę mieszkańców getta na 4904 osoby (lipiec 1941). Tylko 496, a więc nieco ponad 10%, stanowili rzemieślnicy, robotnicy oraz różnego rodzaju specjaliści.
W getcie panowały bardzo trudne warunki bytowe i sanitarne. Domy były pozbawione kanalizacji, a w wielu wypadkach także elektryczności. W „większym getcie” jedynym ujęciem wody pitnej była publiczna studnia nieopodal synagogi. W „mniejszym getcie” nie było żadnej studni, stąd jego mieszkańcy musieli udawać się po wodę do „większego getta”, przy czym bramy otwierano tylko co dwie godziny – do czasu rozpoczęcia godziny policyjnej. Panowało dotkliwe przeludnienie; niekiedy w jednej izbie mieszkalnej musiało się pomieścić kilkanaście osób. Część wysiedleńców spoza Piask ulokowano w budynku miejscowej łaźni. Z powodu braku odpowiedniej liczby łóżek wielu Żydów było zmuszonych sypiać na podłogach. Zdarzało się ponadto, że izby mieszkalne były tak przepełnione, iż Żydzi byli zmuszeni spać na zmianę. Panował głód i szerzyły się choroby zakaźne. Od października 1941 roku do stycznia 1942 roku trwała epidemia tyfusu. W niektóre dni z głodu i chorób umierało 20–30 osób. Szacuje się, że epidemie chorób zakaźnych mogły kosztować życie nawet 1,5 tys. mieszkańców getta.
W miarę swych ograniczonych możliwości pomocy wysiedleńcom i najuboższym udzielał Żydowski Komitet Pomocy Ubogim i Uchodźcom, działający pod auspicjami Judenratu. Do jego obowiązków należało m.in. organizowanie opału oraz pomocy sanitarnej, wyszukiwanie kwater dla wysiedleńców, przydzielanie zasiłków, dokarmianie dzieci. W getcie funkcjonowała kuchnia ludowa. Najubożsi Żydzi mogli w niej otrzymać: rano – ersatz-kawę, na obiad – zupę bez tłuszczu, z nadgniłych ziemniaków lub buraków, na kolację – ersatz-kawę i 5 dkg chleba. W budynku miejscowej kostnicy zorganizowano prowizoryczny szpital.

## „Getto tranzytowe”

### Transporty zagraniczne

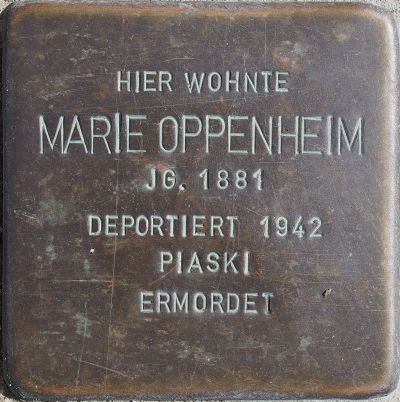
Stolperstein upamiętniający Marie Oppenheim, niemiecką Żydówkę deportowaną do Piask. Wiesbaden

W marcu 1942 roku, wraz z rozpoczęciem akcji „Reinhardt”, niemieckie władze podjęły decyzję o skierowaniu do dystryktu lubelskiego transportów z Żydami z zagranicy. SS w porozumieniu z cywilnymi władzami dystryktu zorganizowała wtedy w Izbicy oraz w Piaskach pierwsze dwa „główne punkty zbiorcze i przeładunkowe” (Hauptunterbringungs- und Umschlagpunkte). W późniejszym okresie polscy historycy określali tego typu ośrodki mianem „gett tranzytowych” lub „gett zbiorczych”. O wyborze Piask na lokalizację „getta tranzytowego” zdecydowało dogodne położenie geograficzne – blisko linii kolejowej, a także fakt, że już w latach 1940–1941 miasteczko było miejscem koncentracji Żydów, których wysiedlono z Niemiec lub z innych regionów okupowanej Polski.
Dla Żydów zagranicznych „getta tranzytowe” miały stanowić wyłącznie tymczasowe miejsce osiedlenia. Rozlokowanie deportowanych w miasteczkach położonych przy liniach kolejowych, w stosunkowo niewielkiej odległości od kluczowych ośrodków zagłady – Bełżca, Sobiboru, Majdanka, pozwalało Niemcom znacznie usprawnić proces eksterminacji. Ułatwiało także grabież żydowskiego mienia. Wreszcie poprzez rozlokowanie zagranicznych Żydów w dystrykcie lubelskim naziści uzyskiwali pożądany efekt propagandowy, uwiarygadniając swe zapewnienia, że celem deportacji jest wyłącznie osiedlenie ludności żydowskiej na nowo zdobytych terenach wschodnich.
Robert Kuwałek – opierając się na treści listu, którego autorami było małżeństwo Żydów szczecińskich, wysiedlonych w 1940 roku – przypuszczał, że pierwszy transport zagraniczny, „z Zachodu i Berlina”, mógł dotrzeć do miasteczka już w ostatnich dniach lutego 1942 roku. Na temat takiego transportu brak jest jednak wzmianek w innych źródłach. Z tego powodu za pierwszy transport zagraniczny, o którym można z całą pewnością powiedzieć, że został skierowany do „getta tranzytowego” w Piaskach, jest uznawany transport z Hesji. Liczył on około tysiąc osób i dotarł do Piask 20 lub 23 marca 1942 roku.
Co najmniej część transportów przeszła najpierw „selekcję” w Lublinie, podczas której pewną liczbę młodych mężczyzn zabrano i osadzono w obozie koncentracyjnym na Majdanku lub w obozie pracy na tzw. Flugplatzu.
| Data transportu    | Liczba deportowanych | Miejsce pochodzenia deportowanych                       |
| ------------------ | -------------------- | ------------------------------------------------------- |
| koniec lutego 1942 | 1200                 | Niemcy (Berlin i prawdopodobnie Monachium)              |
| 20 marca 1942      | 986                  | Niemcy (Bingen am Rhein, Darmstadt, Moguncja, Wormacja) |
| 28 marca 1942      | 972                  | Niemcy (Berlin)                                         |
| 1 kwietnia 1942    | 1000                 | getto Theresienstadt                                    |
| 14 kwietnia 1942   | 659                  | Niemcy (Berlin)                                         |
| 23 kwietnia 1942   | 730                  | getto Theresienstadt                                    |

Kuwałek nie wykluczał ponadto, że do Piask trafiły kobiety i dzieci z transportu z getta Theresienstadt, który dotarł na Lubelszczyznę 27 kwietnia 1942 roku (mężczyźni z tego transportu trafili do obozu na Majdanku).
Nieco odmienne dane na temat transportów zagranicznych – ich liczebności, dat przybycia oraz miejsc, z których zostały odprawione – podaje natomiast Encyclopedia of Camps and Ghettos.
| Data transportu  | Liczba deportowanych | Miejsce pochodzenia deportowanych               |
| ---------------- | -------------------- | ----------------------------------------------- |
| 23 marca 1942    | ok. 1000             | Niemcy (Hesja, w tym zwł. Darmstadt i Moguncja) |
| 28 marca 1942    | 985                  | Niemcy (Berlin)                                 |
| 1 kwietnia 1942  | 1000                 | getto Theresienstadt                            |
| 6 kwietnia 1942  | 989                  | Niemcy (Monachium)                              |
| 25 kwietnia 1942 | 1000                 | getto Theresienstadt                            |

Pociągi z zagranicznymi Żydami kończyły bieg na stacji kolejowej w Trawnikach. Stamtąd deportowani musieli przejść pieszo czternastokilometrową trasę do Piask. Zazwyczaj podczas przemarszu byli bici i popędzani przez Niemców oraz ich wschodnich kolaborantów. Prawdopodobnie na stacji w Trawnikach przeprowadzano „selekcje”, podczas których z transportów wyłączano zdolnych do pracy mężczyzn. Byli oni następnie odsyłani do pobliskiego obozu pracy.
Żydów zagranicznych znakowano w sposób odmienny niż Żydów polskich. O ile ci ostatni byli zmuszeni nosić na ramieniu białą opaskę z niebieską gwiazdą Dawida, o tyle przesiedleńcy mieli wszyte w ubrania żółte łaty w kształcie gwiazdy Dawida .

### Sytuacja deportowanych
Żydom niemieckim, których deportowano do dystryktu lubelskiego, zalecano przed wyjazdem, aby zabrali ze sobą prowiant na 14 dni, a także talerz lub garnek, łyżkę, koc i jedną zmianę pościeli. Pozwalano im zabrać jedną walizkę z odzieżą i środkami higieny, a także maksymalnie do 80 reichsmarek w gotówce. Z kolei Żydom z getta Theresienstadt pod groźbą kary śmierci zabroniono przewożenia jakichkolwiek sum pieniędzy.
W praktyce tylko Żydom z marcowych transportów pozwolono zachować bagaż i prowiant. W późniejszym okresie regułą było, że podczas postojów w Lublinie lub w Trawnikach od pociągów z deportowanymi odczepiano wagony z zapasem żywności. Na drugiej z tych stacji odbierano im także cały bagaż, fałszywie zapewniając, że zostanie później dowieziony furmankami do Piask. Po dotarciu na miejsce przeznaczenia okazywało się, że wcześniejsze zapewnienia władz niemieckich, iż na deportowanych czeka praca i mieszkania, były całkowicie nieprawdziwe. Jednocześnie ku swemu zaskoczeniu zagraniczni Żydzi dowiadywali się, że będą odtąd mieszkać w ubogim polskim sztetlu, w drewnianych, zaniedbanych domach, zazwyczaj pozbawionych podstawowej infrastruktury sanitarno-higienicznej .
Przybycie Żydów zagranicznych dodatkowo zwiększyło przeludnienie, które już wcześniej panowało w getcie. Przełożyło się także na dalsze pogorszenie sytuacji sanitarnej. Wielu deportowanych zapadło na choroby zakaźne, w tym zwłaszcza tyfus i dyzenterię. Wśród zagranicznych Żydów było wielu lekarzy, w tym nieznany z nazwiska profesor medycyny z Monachium, jednakże ze względu na niemal całkowity brak lekarstw i środków opatrunkowych, mieli oni ograniczone możliwości przyjścia chorym z pomocą.
W getcie nadal panował głód, któremu nie była w stanie zapobiec oficjalna dobroczynność. Co noc odbywała się potajemna „giełda”, podczas której polscy chłopi, którym udało się przedostać do getta, sprzedawali Żydom żywność. Ci ostatni płacili za nią pieniędzmi, kosztownościami, ubraniami lub butami. Ceny na „giełdzie” były bardzo wysokie. Kilogram czarnego chleba kosztował 12 złotych, kilogram białego chleba – 18 złotych, kilogram ziemniaków – 2 złote, kilogram kiełbasy – 80 złotych, a masło – 100 złotych. W praktyce na zakup szmuglowanej żywności mogły więc sobie pozwolić tylko osoby, które posiadały jeszcze gotówkę lub wartościowe przedmioty, a więc zazwyczaj związane z Judenratem lub innymi oficjalnymi instytucjami getta. Ponadto Żydzi zagraniczni otrzymywali niekiedy paczki od krewnych i przyjaciół z krajów pochodzenia. W czerwcu 1942 roku Niemcy całkowicie wstrzymali jednak korespondencję z zagranicą, nie chcąc dopuścić do rozprzestrzenienia się informacji o trwającym „ostatecznym rozwiązaniu”.
Tylko nieliczni Żydzi zagraniczni znaleźli zatrudnienie, zazwyczaj przy uprzątaniu miasta lub na robotach polnych w okolicznych wsiach. Nie otrzymywali wynagrodzenia, jednakże praca poza gettem dawała im okazję do nabycia i szmuglu żywności.

### Stosunki między Żydami polskimi a Żydami zagranicznymi
Późną wiosną 1942 roku, po przybyciu transportów zagranicznych i pierwszych deportacjach do obozów zagłady, w skład Judenratu dokooptowano dziewięciu Żydów z Niemiec i Czech. Byli to: Moritz Israel Fried, Ernst Schlösser, Siegfried Kugelmann, Fritz Sänger, Hugo Railing, Kurt Hirschmann, Ernst Böhm, Walter Guttsmann i Friedrich Wilhelm Kempner. Przewodniczącym Judenratu pozostał Mendel Polisecki. Z pierwotnego składu pozostały jeszcze dwie inne osoby: Mosze Drajblat i Józef Aschmann.
W tym okresie Żydzi niemieccy i czescy zaczęli także stanowić dominującą grupę w szeregach trzydziestoosobowej Żydowskiej Służby Porządkowej. Na jej czele, w miejsce wywiezionego Alfreda Staplera, stanął Stefan Reinemann z Monachium. W szeregach żydowskiej policji służyła także jedna kobieta: Bela Trattner.
Wśród zagranicznych Żydów, których deportowano do Piask, dominowali przedstawiciele niższych i średnich warstw społecznych (kupcy, sklepikarze, robotnicy). Niemniej znajdowali się wśród nich – zwłaszcza  w transportach czeskich – także przedstawiciele inteligencji. Zagraniczni Żydzi zazwyczaj silnie identyfikowali się z kulturą krajów pochodzenia. Nie brakowało wśród nich osób całkowicie zasymilowanych, w tym konwertytów oraz osób pochodzących z małżeństw mieszanych.
Żydzi czescy i niemieccy nie czuli większej więzi z „Żydami wschodnimi” (Ostjuden), których z reguły postrzegali jako ludzi żyjących na niższym poziomie kulturowym i cywilizacyjnym. Problemem była również bariera językowa, gdyż większość Żydów zagranicznych nie znała języka jidysz, którym na co dzień posługiwali się polscy Żydzi. Tych ostatnich drażniła z kolei arogancja przybyszów oraz okazywany przez nich brak poszanowania dla rozmaitych reguł judaizmu, w tym zasad koszerności. Silna identyfikacja Żydów zagranicznych z kulturą krajów pochodzenia była natomiast postrzegana niemalże jako kolaboracja .
W tej sytuacji nieuniknione były animozje i konflikty. Niemniej w Piaskach antagonizm między Żydami polskimi a Żydami zagranicznymi nie przybrał aż tak dramatycznych rozmiarów, jak w getcie w Izbicy, gdzie Niemcy umiejętnie rozgrywali przeciwko sobie „polską” i „czesko-niemiecką” frakcję Judenratu. Robert Kuwałek przypuszcza, że ów brak poważnego konfliktu mógł wynikać z faktu, że w Piaskach już wiosną 1942 roku większość polskich Żydów została deportowana do obozów zagłady.

## Zagłada
23 marca 1942 roku w Piaskach miała miejsce pierwsza „akcja” deportacyjna. Jej celem było usunięcie z getta jak największej liczby dotychczasowych mieszkańców – tak, aby uczynić miejsce dla planowanych transportów zagranicznych. Tego dnia około 2,5 tys. osób – polskich Żydów oraz wysiedleńców ze Szczecina – pognano pieszo do Trawnik i zamknięto w magazynie nieczynnej cukrowni. Umieszczono tam ponadto kilkuset Żydów z Trawnik oraz z sąsiednich Biskupic, które także zostały objęte „akcją”. W magazynie panował tak wielki ścisk, że wiele osób udusiło się z braku powietrza. Następnego dnia pozostających przy życiu Żydów wraz ze zwłokami zmarłych wywieziono do obozu zagłady w Bełżcu. Całkowitą liczbę Żydów z Piask, Trawnik i Biskupca, których deportowano w ramach tej „akcji”, szacuje się na 3,3 tys.
Kolejna „akcja” w Piaskach nastąpiła 7 kwietnia (według innego źródła – 10 kwietnia). Do Bełżca wywieziono wtedy około 1,5–2 tys. Żydów. Zarówno w tej, jak i w poprzedniej „akcji” obok Niemców i ich wschodnich kolaborantów udział wzięli także funkcjonariusze „policji granatowej”.
Jesienią 1942 roku, gdy akcja „Reinhardt” była już w pełnym toku, Piaski zaczęły pełnić funkcję getta tranzytowego także dla polskich Żydów z powiatu lubelskiego. Na początku września przesiedlono tam blisko tysiąc mieszkańców getta na Majdanie Tatarskim w Lublinie. Kolejną grupę Żydów z Majdanu Tatarskiego osadzono w Piaskach w ostatnich dniach października. Do tamtejszego getta wywożono także Żydów z terenów wiejskich powiatu. Istnieją ponadto źródła, które mogą wskazywać, że do Piask trafili mieszkańcy gett w Bychawie i Bełżycach, aczkolwiek jest bardziej prawdopodobnym, że Żydzi z tych miejscowości zostali deportowani bezpośrednio do jednego z obozów zagłady. Całkowita liczba polskich Żydów, których skierowano w tym okresie do Piask, nie jest znana. Jest jednak pewne, że napływ kolejnej fali wysiedleńców pogorszył już i tak trudne warunki bytowe i sanitarne, które panowały w tamtejszym getcie.
David Silberklang podaje, że trzecia „akcja” w Piaskach miała miejsce we wrześniu 1942 roku. Do obozu śmierci w Bełżcu miało wtedy zostać wywiezionych 2 tys. Żydów . Brak jednak wzmianek o takim wydarzeniu w innych źródłach, w tym w sporządzonym przez Roberta Kuwałka zestawieniu transportów do Bełżca. Z zachowanych akt obozu koncentracyjnego na Majdanku wynika natomiast, że dwie duże grupy Żydów z Piask, liczące po kilkaset osób, zostały osadzone w tym obozie odpowiednio 13 i 28 października.
Ostatnią „akcję” w Piaskach przeprowadzono 8 listopada . Getto zostało otoczone przez funkcjonariuszy niemieckiej żandarmerii i Gestapo, wachmanów z obozu w Trawnikach oraz „policję granatową”. Co najmniej 1,5–2 tys. Żydów, a być może nawet więcej, wyprowadzono z getta i pognano do Trawnik, skąd następnie zostali wywiezieni do obozu zagłady w Sobiborze. Wielu Żydów usiłowało przeczekać „akcję” w kryjówkach. W kolejnych dniach Niemcy i ich kolaboranci gruntownie przeszukali jednak opustoszałe getto. Schwytanych Żydów doprowadzano na miejscowy cmentarz żydowski i tam rozstrzeliwano. Liczba ofiar egzekucji mogła sięgnąć 1–2 tys. W jej trakcie niektórzy z miejscowych Polaków tworzyli kordon, który uniemożliwiał ofiarom ucieczkę z miejsca kaźni.

## „Getto szczątkowe”
28 października 1942 roku Wyższy Dowódca SS i Policji „Wschód” (HSSPF „Ost”) SS-Obergruppenführer Friedrich Wilhelm Krüger wydał rozporządzenie dotyczące utworzenia tzw. gett szczątkowych w wybranych miastach dystryktów lubelskiego i warszawskiego. 10 listopada wydał podobne zarządzenie w sprawie utworzenia gett szczątkowych w dystryktach galicyjskim, krakowskim i radomskim. Były to odtąd jedyne miejsca na terenie Generalnego Gubernatorstwa, w których Żydzi mieli prawo legalnie zamieszkać. Zarządzenie dawało im czas do 30 listopada 1942 roku na przeniesienie się do „gett szczątkowych”. Niezastosowanie się do tego polecenia miało być karane śmiercią .
Jedno z „gett szczątkowych”, będące de facto niewielkim obozem pracy, utworzono w Piaskach. Niemcy skoszarowali w nim około 300 Żydów, których oszczędzili podczas listopadowej „akcji”. „Getto szczątkowe” znajdowało się na południe od ul. Lubelskiej, na terenie dawnego „większego getta”. Jego mieszkańcy wykonywali rozmaite prace fizyczne na rzecz okupanta.
W marcu lub kwietniu 1943 roku „getto szczątkowe” uległo likwidacji, a jego mieszkańcy zostali przeniesieni do pobliskiego obozu pracy w Trawnikach. Wszystkich jego więźniów wymordowano 3 listopada 1943 roku, w ramach Aktion Erntefest.

## Epilog
Przez getto w Piaskach przeszło co najmniej 11 tys. Żydów z Polski i zagranicy. Zagładę przeżyło niespełna trzydziestu pięciu. Kilkunastu znalazło schronienie wśród ludności polskiej, pozostali w partyzantce.
Stanisław i Anna Podsiało oraz ich córka Teodora Kobyłecka (z d. Podsiadło), mieszkańcy wsi Siedliszczki, którzy udzielili schronienia Kurtowi Ticho – czeskiemu Żydowi deportowanemu do Piask, uczestnikowi powstania w Sobiborze – zostali w 1986 roku odznaczeni medalem „Sprawiedliwy wśród Narodów Świata”.
Zagłada Żydów z Piask pozostaje w miasteczku zasadniczo nieupamiętniona. Pewnym wyjątkiem jest nowy cmentarz żydowski przy ul. Mickiewicza. W latach 90. odsłonięto tam kamień pamiątkowy ku czci ofiar Holocaustu, ufundowany przez żydowską diasporę z Augsburga. W 2006 roku z inicjatywy Deutsch-Israelischen Gesselschaften Bayerns w miejsce pierwotnej tablicy, która uległa dewastacji, na kamieniu odsłonięto nową tablicę. Widnieje na niej napis w językach polskim, niemieckim i hebrajskim:

Zamordowanym żydowskim ofiarom ku pamięci, przyszłym pokoleniom ku przestrodze.

Nieoznaczony pozostaje masowy grób ofiar egzekucji z 1942 roku, który znajduje się na tym samym cmentarzu.